# Susannah Fielding
Pour les articles homonymes, voir Susannah et Fielding.
Susannah Fielding, née le 10 juin 1985 à Poole en Angleterre, est une actrice britannique.

## Filmographie

### Cinéma
- 2010 : 4.3.2.1 : Jas
- 2010 : First Night : Debbie
- 2010 : Watching (court métrage) : Annie
- 2011 : Kill Keith : Dawn
- 2012 : The Knot : Julie
- 2013 : One Day in Hell (court métrage) : Dina
- 2015 : National Theatre Live: The Beaux' Stratagem : Mrs. Sullen
- 2015 : The Batsman and the Ballerina (court métrage) : Ruth
- 2022 : Mort sur le Nil de Kenneth Branagh : Katherine

### Télévision

#### Séries télévisées
- 2008 : Les Enquêtes de l'inspecteur Wallander : Sonja Hokberg
- 2009 : The Bill : Rochelle Chapman
- 2010 : Doctor Who : Lilian (La Victoire des Daleks)
- 2010 : Comedy Lab : Sam
- 2010 : Inspecteur Barnaby (Midsomer Murders) : Jessica Peach
- 2010-2011 : Pete Versus Life : Chloe
- 2011 : The Big Picture : elle-même
- 2012 : Shakespeare in Italy : Juliet
- 2012 : Uncle : Melodie
- 2012 : 4Funnies : Melodie
- 2013 : Pramface : Francesca
- 2013 : Jo : Gabrielle
- 2013 : Love Matters : Siobhan
- 2013 : The Job Lot : Mia Gibbs
- 2013 : Drifters : Fay
- 2014 : Father Brown : Bunty Pryde
- 2014 : Boomers : Sara
- 2014 : The Great Fire (mini-série) : Lady Castlemaine
- 2014 : Lovesick (série télévisée) : Phoebe
- 2015 : Meurtres au paradis (Death in Paradise) : Elizabeth 'Betty' Floss
- 2015 : Catastrophe : Samantha
- 2016 : Man vs geek : Brooke
- 2018 : High & Dry : Sandra
- 2019 : This Time with Alan Partridge : Jennie Gresham
- 2020 :  McDonald et Dodds : Tamara Crockett (The Fall of the House of Crockett)
- 2023 : Tom Jones (minisérie) : Mme Waters
- 2023 : Qui est Erin Carter : Olivia

#### Téléfilms
- 2008 : She Stoops to Conquer : Kate Hardcastle
- 2010 : Screen Acting Close Up (documentaire) : elle-même
- 2015 : The C Word : Abigail

## Jeux vidéo
- 2014 : Forza Horizon 2 : Amy Simpson (voix)
- 2015 : Dragon Quest Heroes : Le Crépuscule de l'Arbre du Monde : Aurora (voix)
- 2015 : The Witcher 3: Wild Hunt : Shani - Hearts of Stone (voix)